# 듀티 (가수)
듀티(2001년 1월 19일 ~ )는 대한민국의 가수다. 2021년 싱글 《Show me up》으로 정식 데뷔했다.

## 학력
- 죽전고등학교 졸업

## 방송
- 드랍더비트 (2022) - Top10(10위)

## 음반
- Show me up (2021)
- Say my name (2021)
- It's time to go (2022)
- Drop The Bit (드랍 더 비트) The 3rd round part 2 (2022)

## 피처링
- TRADE L - SUPERNOVA (2021)
- CHANGMO - Supernova (2021)